# Крозет (Вирџинија)
Крозет (енгл. Crozet) насељено је место без административног статуса у америчкој савезној држави Вирџинија.

## Демографија
По попису из 2010. године број становника је 5.565, што је 2.745 (97,3%) становника више него 2000. године.
| Група             | 2000.         | 2010.         |
| Белци             | 2.556 (90,6%) | 4.896 (88,0%) |
| Афроамериканци    | 166 (5,9%)    | 227 (4,1%)    |
| Азијати           | 17 (0,6%)     | 186 (3,3%)    |
| Хиспаноамериканци | 45 (1,6%)     | 173 (3,1%)    |
| Укупно            | 2.820         | 5.565         |